# Cyclophora bicolor
Cyclophora bicolor är en fjärilsart som beskrevs av Charles Oberthür 1916. Cyclophora bicolor ingår i släktet Cyclophora och familjen mätare. Inga underarter finns listade i Catalogue of Life.